# Street Fighter X Tekken
Street Fighter X Tekken (яп. ストリートファイター Ｘ 鉄拳 Сутори:то Файта: Куросу Тэккэн, читается как Street Fighter «cross» Tekken) — мультиплатформенная видеоигра в жанре файтинг, разработанная японской компанией Capcom. Игра впервые собрала различных персонажей серий Street Fighter и Tekken в единой игре.

## Игровой процесс
Так как разработчиком SFxT является Capcom, боевая система игры во многом похожа на используемую в большинстве файтингов Capcom.
Street Fighter X Tekken представляет собой двухмерный файтинг с трёхмерной графикой (оформленной в арт-стиле, родственном Street Fighter IV и её апдейтам) и шестикнопочной раскладкой. Подобно ранним кроссоверам Capcom, игрок выбирает двух бойцов, между которыми он может переключаться как в обычном режиме, так и во время определённых комбо.
Определённые особенности имеет энергетическая шкала, называемая в игре Cross Gauge и разделённая на три уровня (подобно той, что использовалась в Street Fighter Alpha и её сиквелах). По мере заполненности шкалы, игрок может задействовать улучшенные версии спецприёмов, прерывания приёмов, суперприёмы (Super Art) и командные техники (смотри ниже). Также у каждого персонажа имеется по одному спецприёму, который может быть заряжен в улучшенный спецприём либо суперприём без расхода на это энергетической шкалы. В отличие от командного режима в большинстве других файтингов Capcom, где для победы требуется повергнуть всех имеющихся оппонентов, в SFxT этот аспект боя больше родственен Tekken Tag Tournament, где игрок терпит поражение в раунде в случае нанесения нокаута одному из его бойцов; таким образом, победа в бою присуждается одержавшему таковую в большинстве раундов.
Командный элемент в Street Fighter X Tekken выражен в очень сильной форме; игрок может различным образом переключаться между своими бойцами. Функция Switch Cancel (буквально «прерывание в смену [персонажа]») позволяет переключиться с одного персонажа на другого во время комбо; аналогичным образом действует функция Cross Rush, позволяющая задействовать приём-лаунчер во время комбо и вслед за этим сменить персонажа и продолжить комбо. Также при наличии полностью заполненной энергетической шкалы игрок может задействовать как технику Cross Art, позволяющую игроку соединить суперприёмы своих персонажей в единую атаку, так и функцию Cross Assault, дающую возможность управлять обоими персонажами в команде на ограниченный промежуток времени.
В игру были введены две новые механики: система камней и режим Пандоры (англ. Pandora Mode). Согласно первой из означенной механик, каждый игрок перед боем выбирает три камня шести различных типов (и соответствующих им цветов), активирующиеся при соблюдении определённых условий и дающие бонусы к различным показателям персонажей, относящимся к части атаки, защиты, скорости, здоровья, поддержки и Cross Gauge соответственно. Использование же режима Пандоры — второй из означенных механик — становится возможным при наличии менее чем 25 процентов от здоровья одного из бойцов в команде; при активации режима Пандоры активный боец в команде «жертвует» собой, а оставшийся в обмен получает повышенные показатели урона и постоянно восполняемую шкалу Cross Gauge. Однако, использование режима Пандоры ограничено во времени, за которое использовавшая его команда должна одержать победу над оппонентом; в противном случае ей будет засчитано поражение.

### Боссы
После нескольких боев в режиме прохождения, игрок сталкивается со своими сюжетными соперниками (Fight You Rivals)(Не распространяется на эксклюзивных персонажей), сражению против которых предшествует показ ролика. В следующем бою игрок сражается с главным героем или злодеем и его напарницей, использующими бесконечную силу пандору (Jin/Xiaoyu или M. Bison/Juri соответственно) из вселенной, противоположной той, из которой взят первый боец игрока. По тому же принципу определяется финальный босс игры — Akuma или Ogre, сражающийся один, но с двойным запасом здоровья (что опять же напоминает Unknown из Tekken Tag Tournament).
Несюжетные пары персонажей не имеют Fight You Rivals. У Огра и Акумы Fight You Rivals происходит в последнем бою, так как они являются соперниками друг друга (соответственно, для открытия их концовок, можно взять в напарники любого другого бойца). Таким же образом можно открыть концовки Мегамена и Пакмана, в то время как за Коула, Торо и Куро концовки не предусмотрены.

## Сюжет
В Антарктиде находится Ящик Пандоры — могущественный артефакт неизвестного назначения. Сильнейшие бойцы со всего мира стремятся им завладеть. Понимая, что в одиночку победить будет очень трудно, бойцы попарно объединяются в команды. Кроме биографий и концовок для команд, предусмотренных сюжетом игры, существует «нейтральная» концовка, открывающаяся после прохождения игры двумя бойцами, не являющимися командой по сюжету.

### Персонажи
| Персонажи Street Fighter | Персонажи Tekken | Эксклюзивные персонажи (версии для PS3 и PS Vita) |
| ------------------------ | ---------------- | ------------------------------------------------- |
| Рю                       | Кадзуя Мисима    | Коул МакГрат                                      |
| Кэн Мастерс              | Нина Уильямс     | Торо                                              |
| Гайл                     | Кинг             | Куро                                              |
| Абель                    | Крэйг Мардук     | Пакмен                                            |
| Кэмми Уайт               | Боб              | Мегамен                                           |
| Чунь Ли                  | Джулия Чан       |                                                   |
| Сагат                    | Хваран           |                                                   |
| Дальсим                  | Стив Фокс        |                                                   |
| Пойзон                   | Ёсимицу          |                                                   |
| Хьюго                    | Рэйвен           |                                                   |
| Ибуки                    | Кума             |                                                   |
| Роленто                  | Хэйхати Мисима   |                                                   |
| Зангиев                  | Лили Рошфор      |                                                   |
| Руфус                    | Асука Кадзама    |                                                   |
| Джури Хан                | Пол Феникс       |                                                   |
| Вега                     | Маршалл Ло       |                                                   |
| Балрог                   | Лин Сяоюй        |                                                   |
| М. Байсон                | Дзин Кадзама     |                                                   |
| Акума                    | Огр              |                                                   |
| Елена (DLC)              | Джек (DLC)       |                                                   |
| Дадли (DLC)              | Брайан (DLC)     |                                                   |
| Сакура (DLC)             | Алиса (DLC)      |                                                   |
| Гай (DLC)                | Ларс (DLC)       |                                                   |
| Коди (DLC)               | Кристи (DLC)     |                                                   |
| Бланка (DLC)             | Лэй (DLC)        |                                                   |

Помимо указанных бойцов, в игре упоминаются Дан Хибики (аркадная концовка Сакуры и Бланка) и Эдди Горду (сюжетный режим в версии для PS Vita).

## Разработка
Street Fighter X Tekken была анонсирована 24 июля 2010 в Сан-Диего Comic-Con вместе с Tekken X Street Fighter.
В конце июля 2011 года продюсер игры Ёсинори Оно заявил, что игра будет использовать очень сильно модифицированный сетевой код, который ранее не применялся в других играх Capcom. Новый сетевой код должен решить проблемы лагов в сетевой игре.
В 2012 году был анонсирован DLC для PC, он будет содержать новых персонажей: Гая, Коди, Кристи, Ларса, Алису, Джека Икс, Брайана, Бланку, Сакуру, Лея, Елену и Дадли. 7 февраля 2013 года DLC официально появился в магазине Steam.

## Оценки и мнения
| Сводный рейтинг       | Сводный рейтинг                             |
| Агрегатор             | Оценка                                      |
| --------------------- | ------------------------------------------- |
| GameRankings          | X360: 83,48 % PS3: 83,02 % PS Vita: 79,87 % |
| Русскоязычные издания |                                             |
| Издание               | Оценка                                      |
| PlayGround.ru         | 8,8/10                                      |